# Ley Veil
La Ley Veil es una ley francesa promulgada el 17 de enero de 1975 que despenalizó el aborto. Recibe su nombre por su impulsora, Simone Veil. Esta ley completó la Ley Neuwirth que, desde 1972 legalizó los métodos anticonceptivos (fecha de las primeras aplicaciones de la ley aunque había sido votada en 1967).

## Despenalización del aborto en Francia
Con la Ley Veil la interrupción voluntaria del embarazo (IVE) se despenalizó o legalizó y el aborto inducido pudo practicarse bajo ciertas condiciones:

### Interrupción voluntaria y médica del embarazo - IME e IVE
La interrupción voluntaria del embarazo (IVE), en Francia, puede practicarse a petición de la mujer hasta 14 semanas desde el primer día de última regla (o hasta 12 semanas de embarazo), mientras que la interrupción médica del embarazo (IME) no tiene límite en el tiempo y puede ser practicado en todo momento del embarazo en el caso de malformaciones graves del feto o incluso en caso de peligro mortal para la mujer embarazada.

#### Interrupción voluntaria del embarazo (IVE) - hasta las 12 semanas
- Hasta las 10 semanas de embarazo (desde 2001 hasta la 12.ª semana)[1][2]
- A petición de la mujer embarazada

#### Interrupción médica del embarazo (IME) - en todo el momento del embarazo
- Después del período legal establecido y con autorización de expertos:

- Existe riesgo para la vida o la salud de la mujer embarazada
- Existe enfermedad grave e incurable para el feto